# Artabotrys vidalianus
Artabotrys vidalianus là loài thực vật có hoa thuộc họ Na. Loài này được Elmer mô tả khoa học đầu tiên năm 1913.